# Heredium
Un heredium (plural en latín: heredia), en la Antigua Roma, era una medida de superficie,  cuya extensión correspondía a dos veces una yugada (lat. iūgerum), actualmente 5039,8 m2 (alrededor de media hectárea). Por tanto, 100 heredias constituyen una centuria, que fue la unidad básica para la centuriación del ager publicus.
En la Roma primitiva, según la tradición, las tierras fueron distribuidas a las familias que contribuyeron a la fundación de Roma por el propio Rómulo, quien las entregó en la cantidad de un heredium a cada grupo gentilicio. En los orígenes romanos era la única tierra que pertenecía a la propiedad privada del pater familias, que la transmitía a su heredero.
Este patrimonio, que pasaba de padres a hijos, es el origen de la herencia.
Parece que se componía de una casa con su jardín, un cercado para el ganado, las tumbas de los antepasados y cierta extensión para el cultivo.